# Alfonse D’Amato
Alfonse Marcello D’Amato, również Al D’Amato (ur. 1 sierpnia 1937 w Brooklynie w Nowym Jorku) – amerykański polityk i prawnik, przez 18 lat senator Stanów Zjednoczonych ze stanu Nowy Jork, lider w Partii Republikańskiej.
Specjalizuje się w kwestiach obronności i transportu. Był przewodniczącym Narodowego Komitetu Senatorów Republikanów, przewodniczącym Komisji Bankowej Senatu Stanów Zjednoczonych oraz członkiem Prezydenckiej Komisji do Spraw Bezpieczeństwa Lotnictwa i Terroryzmu.

## Dzieciństwo i młodość
Włoskiego pochodzenia, urodził się na Brooklynie, a wychował w Long Island; rzymski katolik. Ukończył studia na Syracuse University, uzyskał stopień doktora prawa. Karierę polityczną zaczynał w nowojorskim hrabstwie Nassau.

## Kariera polityczna

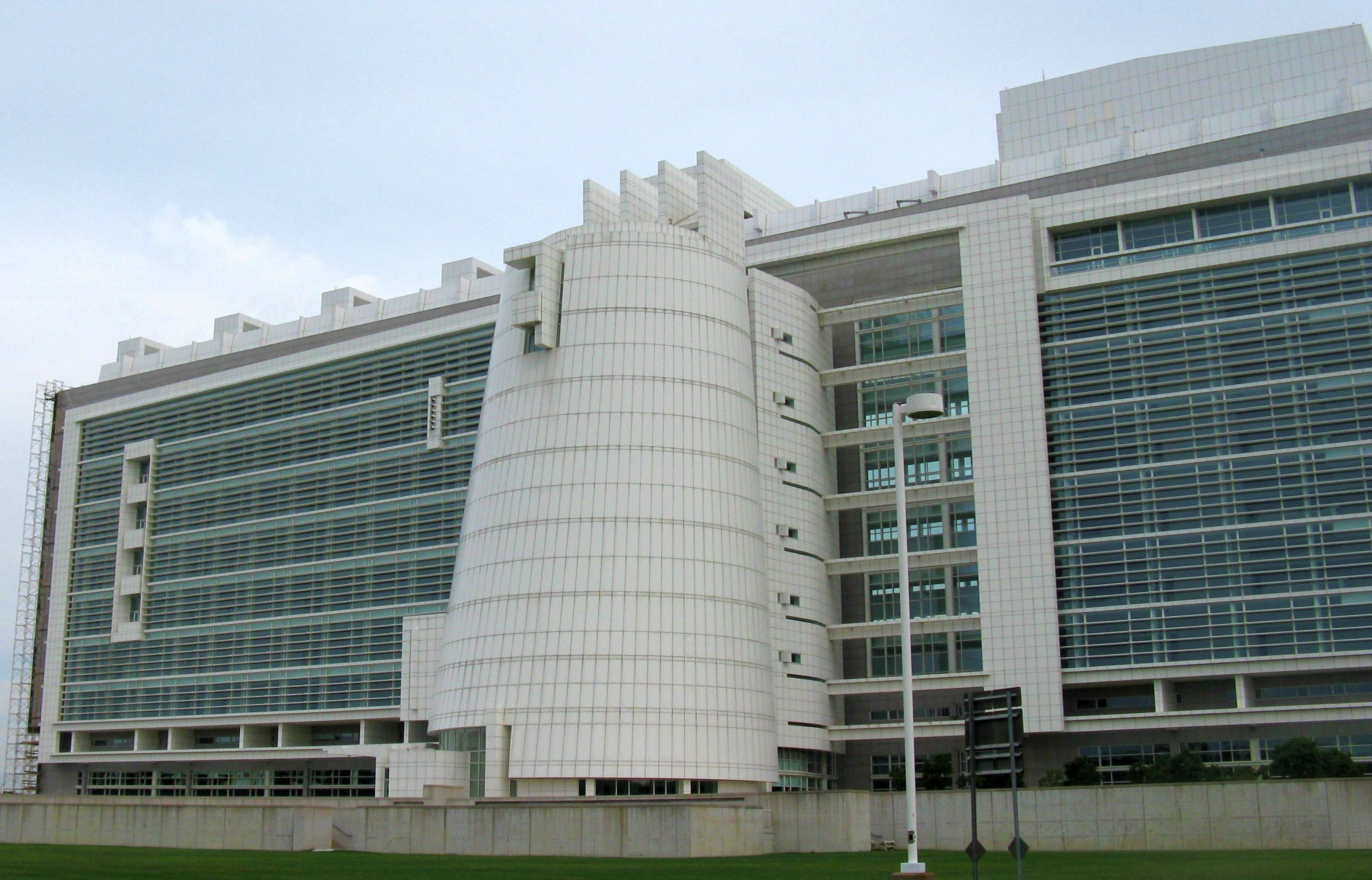
Sąd Stanów Zjednoczonych im. Alfonse’a M. D’Amato

W 1980 kandydował do Senatu w prawyborach przeciwko zasiadającemu tam od 1957 Jacobowi K. Javitsowi, zdobywając 56 procent głosów. Następnie pokonał pretendentkę demokratów Elizabeth Holtzman i uzyskał mandat senatora. W wyborach w 1986 i 1992 uzyskiwał reelekcję.
W latach 1995–1999 był przewodniczącym Narodowego Komitetu Senatorów Republikanów, a w latach 1995–1997 przewodniczącym Komisji Bankowej Senatu Stanów Zjednoczonych. Z nominacji prezydenta Georga H.W. Busha został członkiem Prezydenckiej Komisji do Spraw Bezpieczeństwa Lotnictwa i Terroryzmu, badał zamach nad Lockerbie.
W 1996 r. fałszywie oskarżył Polskę, że wykorzystała złoto ofiar Holocaustu do zapłaty za znacjonalizowane szwajcarskie mienie. Oskarżenia senatora D’Amato pojawiły się w momencie starań Polski o członkostwo w NATO.
Spośród kandydatów ubiegających się o nominację Partii Republikańskiej na urząd prezydenta Stanów Zjednoczonych w 2016 popierał Johna Kasicha. Wieloletni komentator polityczny m.in. stacji telewizyjnej Fox News Channel.

## Wyniki wyborów

### Senat
Podano najważniejszych konkurentów.
- 1980
  - Al D’Amato (R) – 2 699 652 (44,9%)
  - Elizabeth Holtzman (D) – 2 618 661 (43,5%)
  - Jacob K. Javits (I-niezależny) – 664 544 (11,1%)
- 1986
  - Al D’Amato (R) – 2 378 197 (56,9%)
  - Mark J. Green(inne języki) (D) – 1 723 216 (41,2%)
- 1992
  - Al D’Amato (R) – 3 166 994 (49,0%)
  - Robert Abrams(inne języki) (D) – 3 086 200 (47,8%)
- 1998
  - Chuck Schumer (D) – 2 551 065 (54,6%)
  - Al D’Amato (R) – 2 058 988 (44,1%)